# سیارک ۲۰۶۲۴
سیارک ۲۰۶۲۴ (به انگلیسی: 20624 Dariozanetti، نامگذاری:1999TB12) بیست هزار و ششصد و بیست و چهارمین سیارک کشف شده‌است که در ۹ اکتبر ۱۹۹۹ کشف شد.
قدر مطلق سیارک برابر ۲۰.۴ است.